# Parque nacional Jigme Dorji
El parque nacional Jigme Dorji  es el segundo parque nacional más grande del país asiático de Bután, recibe el nombre del fallecido rey Jigme Dorji Wangchuck. Ocupa casi todo el Distrito de Gasa, así como las zonas norte del distrito de Timbu, distrito de Paro, distrito de Punakha y el distrito de Wangdue Phodrang. Fue establecido en 1974 y se extiende sobre un área de 4.316 km², lo que abarca las tres zonas climáticas de Bután, que van desde una elevación de 1.400 m s. n. m. 
Alrededor de 6500 personas en 1000 hogares viven dentro del parque, que sobreviven con la agricultura de subsistencia y la ganadería.

## Glaciares
El parque nacional Jigme Dorji cubre la mayor parte del norte del distrito de Gasa, incluyendo la mayor parte de los Gewogs de Lunana y Laya. Estos gewogs son el lugar donde se encuentran algunos de los glaciares más notables y más precarios de Bután. Estos glaciares se han descongelado de manera significativa a lo largo de la historia registrada, causando letales y destructivas inundaciones de lagos glaciales. Los principales glaciares y lagos de origen glaciar en el parque son Thorthormi, Luggye, y Teri Kang.